# Östesttjärnen, Härjedalen
Östesttjärnen är en sjö i Härjedalens kommun i Härjedalen och ingår i Ljusnans huvudavrinningsområde. Sjön har en area på 0,279 kvadratkilometer och ligger 738,7 meter över havet.

## Delavrinningsområde
Östesttjärnen ingår i det delavrinningsområde (691793-134831) som SMHI kallar för Utloppet av Östesttjärnen. Medelhöjden är 749 meter över havet och ytan är 1,81 kvadratkilometer. Det finns inga avrinningsområden uppströms utan avrinningsområdet är högsta punkten. Vattendraget som avvattnar avrinningsområdet har biflödesordning 4, vilket innebär att vattnet flödar genom totalt 4 vattendrag innan det når havet efter 375 kilometer. Avrinningsområdet består mestadels av skog (85 procent). Avrinningsområdet har 0,28 kvadratkilometer vattenytor vilket ger det en sjöprocent på 15,2 procent.